# Arrenurus crassicaudatus
Arrenurus crassicaudatus is een watermijt behorend tot de familie Arrenuridae. Hij heeft een generatie per jaar. Hij gedijt niet in zeer brak of zuur water.

## Voorkomen
Arrenurus crassicaudatus heeft een Palearctische verspreiding. In Europa komt het overal voor. In Nederland is het een zeer algemene soort.  